# Mario Buccellati
Mario Buccellati (Ancona, 29 de abril de 1891 - Milán, 5 de mayo de 1965) fue un orfebre, joyero y empresario italiano, fundador de la empresa de joyería del mismo nombre, posteriormente rebautizada como Buccellati. Además de relojero, también dominaba las técnicas de la platería, del grabado y del engaste de piedras preciosas.

## Semblanza
Nacido en el seno de una familia lombarda, tras la muerte de su padre, que dejó a su esposa en una situación precaria cuando Mario contaba todavía muy pocos años, su madre decidió volver a su tierra natal con todos sus hijos. A los catorce años se vio obligado a trabajar para mantener a su familia y fue contratado como aprendiz en un taller de orfebrería en Milán. En 1915 fue reclutado para luchar en la Primera Guerra Mundial, recibiendo la cruz al mérito de guerra tras resultar herido. Al final del conflicto fue dado de alta y regresó a la orfebrería que había abandonado al incorporarse a filas, pero encontró otro propietario que se había hecho cargo del negocio de su antiguo maestro. Buccellati a su vez se hizo cargo de la tienda en 1919 y, después de algunos años, decidió abrir otra en la via Condotti de Roma en 1925, a la que siguió una tercera en Florencia en 1929. En 1921 ya era un artista famoso en el extranjero: de hecho, fue invitado a exponer sus joyas en Madrid, y aquel evento aumentó su fama, de forma que entre sus clientes comenzaron a figurar papas, industriales, estrellas de cine y miembros de la realeza. En la tienda milanesa, cada joya producida constituía una pieza única, que luego era catalogada y descrita con todas sus peculiaridades en registros específicos aún conservados parcialmente por los herederos. Importante fue su amistad con Gabriele D'Annunzio, que era un gran admirador de las joyas y las obras de orfebrería de Mario, que encargaba y compraba en cantidades considerables. Obviamente, D'Annunzio las mostraba durante sus reuniones sociales en Vittoriale degli italiani (su villa de recreo situada junto al lago de Garda), y se convirtió en un embajador entusiasta de las joyas de Buccellati, a quien más tarde citó en sus poemas como "Mastro Paragon Coppella" y "Príncipe de los orfebres".
También se consagró como platero, grabador y engastador de piedras preciosas. Además, en el período de escasez económica causada por los acontecimientos bélicos, pudo trabajar igualmente bien piezas de cobre y acero, que se conservan en museos. En 1956 Mario abrió una nueva tienda en la Quinta Avenida de Nueva York y en 1958 otra en la avenida Worth de Palm Beach (Florida), la tienda que regentó hasta sus últimos días de vida.

## Museo
El museo Mario Buccellati contiene más de 200 joyas creadas por el artista, que fueron coleccionadas y conservadas por sus herederos. Periódicamente muchas piezas se exhiben durante exposiciones de arte en diversas partes del mundo.